# Reserva científica natural lagunas Redonda y Limón
La reserva científica natural lagunas Redonda y Limón, o refugio de vida silvestre lagunas Redonda y Limón, es una reserva natural de la República Dominicana creada para conservar las especies endémicas de plantas y animales del país. Está constituida principalmente por dos lagunas: Redonda y Limón. Tiene una extensión de 53 km² y está ubicada en la región noreste de la República Dominicana, abarcando la mayor parte de la llanura costera que está entre la Cordillera Oriental, al norte de la carretera Miches-Nisibón en la provincia El Seibo, y el océano Atlántico. El acceso a la reserva se logra avanzando en dirección norte, por la carretera El Seibo-Miches, y continuando en dirección oriental hasta llegar al poblado de Los Icacos si se visita Laguna Redonda, o el poblado de Los Guineos para visitar Laguna Limón.

## Base legal
La Reserva Científica Natural Lagunas Redonda y Limón fue creada mediante el Decreto 1315 del 11 de agosto de 1983. Posteriormente, mediante el Decreto 309 del 31 de diciembre de 1995 fueron declarados sus objetivos de conservación, fue redefinida su categoría y sus límites establecidos definitivamente. El Decreto anterior estableció que las actividades científicas y el monitoreo ambiental son sus objetivos de conservación, permitiéndose la pesca artesanal y la recolección de cocos bajo las directrices a ser consignadas en el plan de manejo del área. Mediante el Decreto 319 del 1997 se asignó la categoría de parque nacional al área, pero poco tiempo después este decreto fue suspendido. Por último, fue emitido el Decreto 14-99 con el objeto de resolver el eterno conflicto de los límites del área. Finalmente, la Ley General de Medio Ambiente y Recursos Naturales ratificó el Decreto 309-95 antes mencionado. Forma parte del Sistema Nacional de Áreas Protegidas de la República Dominicana y ha sido clasificada como «refugio de vida silvestre» dentro de la categoría IV (áreas de manejo de hábitat/especies) de la IUCN.

## Geología y suelos

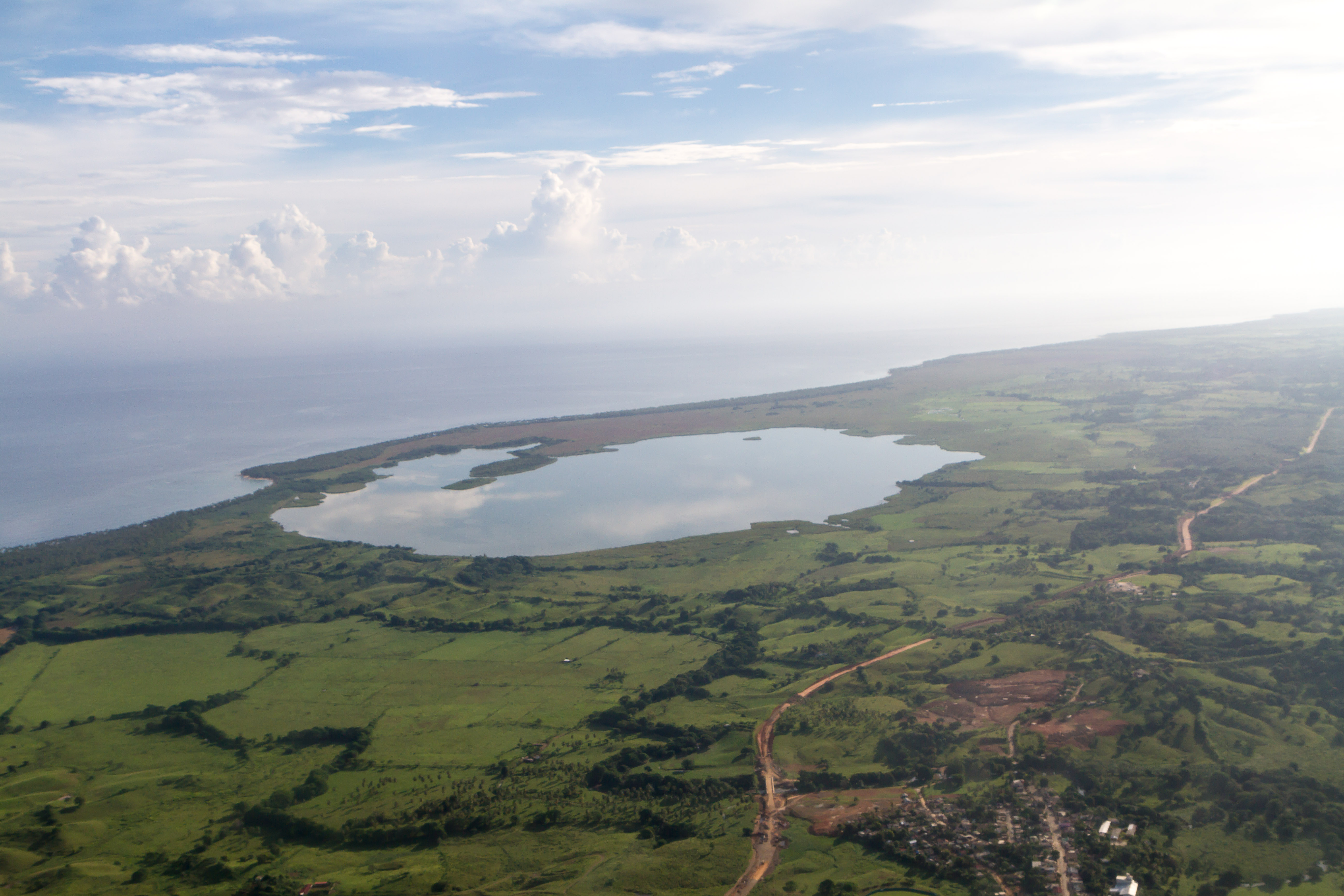
Vista aérea de laguna Limón.

La principal formación geológica del área corresponde a depósitos fluviales del Cuaternario Indiferenciado que se encuentran conformando terrazas y ciénagas. En el fondo de laguna Redonda se encuentran sedimentos areno-arcillo-limosos. Laguna Limón tiene un fondo lodoso con abundantes detritus. Los sedimentos de las zonas bajas han sido depositados en gran parte por las corrientes fluviales, explicando ello la presencia de suelos cenagosos. Las playas costeras están constituidas por arenas de origen coralino que descansan sobre las rocas coralinas subyacentes. Otra formación representada en el área está constituida por un flysch (una mezcla con presencia de arenisca, marga, un conglomerado, y argilita).

## Clima
El clima es tropical lluvioso con precipitaciones normales generalmente por encima de los 100 mm todos los meses, exceptuando a febrero que es relativamente seco.  En la estación meteorológica de Miches el promedio de precipitación anual normal para 1961-2000 fue de 1780 mm con un promedio de 136.6 días de lluvias normales. Durante el mismo período, el promedio anual para la temperatura media fue de 25.6 °C, siendo enero con 24.2 °C, el mes más fresco, y julio con 27.0 °C, el mes más cálido. Este particular tipo climático tiene su origen en la cercanía del sistema orográfico de la Cordillera Oriental, el cual actúa de barrera ante los vientos alisios que provienen del Atlántico determinando las frecuentes e intensas lluvias que ocurren en la zona.

## Flora
En laguna Limón destacan entre las plantas acuáticas flotantes Pistia stratiotes, lemna sp. y el helecho mosquito (Azolla caroliniana). Lemna sp. es entre las plantas con semillas una de las más pequeñas que existen. Lo mismo ocurre con Azolla caroliniana entre los helechos. Entre las plantas sumergidas que están enraizadas en el fondo de la laguna Limón y crecen hasta alcanzar la superficie predominan una especie de Elodea, Cerathophylumm sp. y la najas marina. En las orillas predominan los juncos del género Typha y las lilas (Eichornia crassipes). Detrás de los juncos se encuentran manglares al norte y arrozales y pastizales al sur. Asociada a los manglares en la orilla norte se encuentra una zona dominada por la majagua (Hibiscus tiliaceus). 
La flora acuática de laguna Redonda está conformada por especies microscópicas o planctónicas, entre las cuales son dominantes Nitzschia sp. y Pelurosigma formosum. Una franja de mangles bordea casi por completo toda la orilla de esta laguna, encontrándose interrumpida solo por algunas franjas de juncos. 
En la zona de amortiguamiento de la Reserva se encuentran pastizales y algunos árboles nativos remanentes, tales como javillas (Hura crepitans), mara (Calophyllum calaba), palma real (Roystonea hispaniolana), higo (Ficus sp.), penda (Cytharhexylon fruticosum) y grigrí (Bucida buceras).
El helecho de manglar (Acrostichum danaefolium) predomina en la vegetación de las ciénagas y pantanos de aguas más superficiales, cubriendo una extensión mayor que la de los manglares. Los manglares predominan casi por completo en las ciénagas y pantanos donde se mezclan  aguas dulces y saladas, en una zonación característica entre el norte y este de cada laguna y el sur de la franja de playa del Atlántico.  El mangle colorado (Rhizophora mangle) es predominante. Se encuentran las otras tres especies de mangles conocidas para el país: mangle botón (Conocarpus erectus), mangle blanco (Laguncularia racemosa), y el mangle prieto (Avicennia germinans)). 
La vegetación de las playas ha sido sustituida por cocoteros casi en su totalidad. Es algo común la presencia de una planta de flores fragantes y melíferas, el bejuco Darlbergia berterii.

## Fauna
En las aguas de la laguna Limón proliferan miríadas de minúsculos organismos invertebrados dulceacuícolas más o menos visibles a simple vista, así como numerosas especies de vertebrados de gran tamaño. Entre los más abundantes están los insectos coleópteros y los hemípteros representados por las familias Belostomatidae y Mesoveliidae; también, varias especies de crustáceos anfípodos de géneros indeterminados y hasta una especie de ácaro acuático. Entre los macroinvertebrados de mayor tamaño se encuentran larvas y adultos del camarón rayado (Macrobrachium carcinus), algunos moluscos bivalvos y gasterópodos, así como larvas de libélulas o caballitos del diablo. De la fauna antes citada, unas especies están asociadas a la vegetación sumergida, otras a las raíces de las plantas flotantes y las últimas nadan libremente o viven en el fondo. Entre los peces es notoria la abundante población de tilapias, Tilapia mossambica. Otros peces son los sábalos, las mojarras y los mampetés. Entre los reptiles solo está representada la jicotea (Trachemys stejnegeri). Entre las numerosas especies de aves, tales como garzas, gaviotas, guinchos, jacanas, ibis lustrosos, martinetes, zaramagullones, pelícanos y tijeretas entre otras; destacan la población de la gallareta pico blanco (Fulica americana), las de los patos migratorios (Anas discors y Anas americana), el pato criollo (Oxyura dominica) y la yaguaza (Dendrocygna arborea). 
En laguna Redonda proliferan más las poblaciones de animales de origen marino o de aguas salobres. Entre los invertebrados es notaria la presencia de un camarón blanco del género Peneus, así como de varias especies de moluscos del género Crassostrea que viven en el fondo o adheridas a las raíces del mangle colorado. Entre los peces están presentes la mojarra (Gerres cinereus), jureles, robalos (Centropomus undecimalis), lisas (Mugil curema) y sábalos (Tarpon atlanticus). Aunque se encuentra una abundante población de tilapias los ejemplares de esta especie no crecen mucho debido a las condiciones de salinidad. 
Los anfibios están representados por el Eleutherodactylus flavescens, el sapo (Bufo marinus) y la rana toro (Rana catesbiana). En tanto que los reptiles terrestres están representados por especies comunes del género Anolis, tales como A. distichus, A. cybotes, y A. chlorocyanus. La  mariguanita (Leiocephalus personatus mentalis) es habitante común de las playas. En las playas se reproducen en forma estacional dos especies de tortugas marinas, la carey (Eretmochelys imbricata) y la tinglar (Dermochelys coriacea).
Los insectos terrestres y los murciélagos de la zona pueden considerarse como poco estudiados, a pesar de su abundancia en la reserva.